# کیم گا اون (بدمینتون‌باز)
کیم گا اون (کره‌ای: 김가은؛ زادهٔ ۷ فوریهٔ ۱۹۹۸) بدمینتون‌باز اهل کره جنوبی است. وی از سال ۲۰۱۵ میلادی تاکنون مشغول فعالیت بوده است.